# Daucus littoralis
Daucus glaber
Pour les articles homonymes, voir Daucus glaber.
Espèce
Synonymes
- Caucalis glabra Forssk., 1775
- Daucus glaber (Forssk.) Thell., 1912 nom. illeg.
- Daucus pubescens W.D.J.Koch, 1824
- etc.

Statut de conservation UICN

LC : Préoccupation mineure
Daucus littoralis (synonyme Daucus glaber) est une espèce de plantes à fleurs, annuelle ou bisannuelle, de la famille des Apiaceae et du genre Daucus, originaire de l'est de la région méditerranéenne, et du Moyen-Orient.

## Taxonomie
L'espèce est décrite par James Edward Smith en 1806, qui la classe dans le genre Daucus sous le nom binominal Daucus littoralis, dans (la) Florae Graecae prodromus; sive Plantarum omnium enumeratio, vol. 1 (lire en ligne), p. 185.
L'espèce a également été classée dans les genres Caucalis et Orlaya. Le nom correct fait débat entre Daucus littoralis Sm.,,,,, et Daucus glaber (Forssk.) Thell.,,. Daucus littoralis a donc pour synonymes :
- Caucalis glabra Forssk., 1775[2],[3]
- Caucalis glaber Forssk.[4]
- Daucus gaillardotii Boiss., 1873[2],[3]
- Daucus glaber (Forssk.) Thell., 1912 nom. illeg.[2],[3],[4]
- Daucus littoralis var. forsskalii Boiss., 1872[2],[3]
- Daucus littoralis var. glabra (Forssk.) Hosni, 1989[2],[3]
- Daucus littoralis var. negevensis Pittman, 1972[2],[3]
- Daucus pubescens W.D.J.Koch, 1824[2],[3],[4]
- Orlaya anisopoda Boiss., 1849[3]

## Description

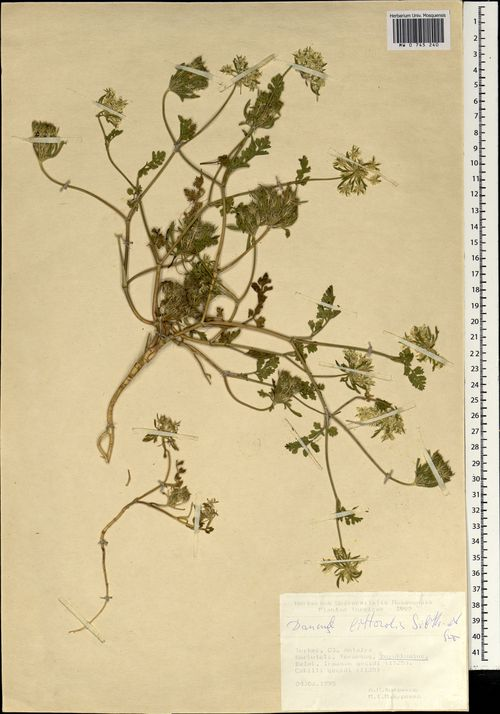
Spécimen d'herbier de Daucus littoralis, prélevé en Turquie.

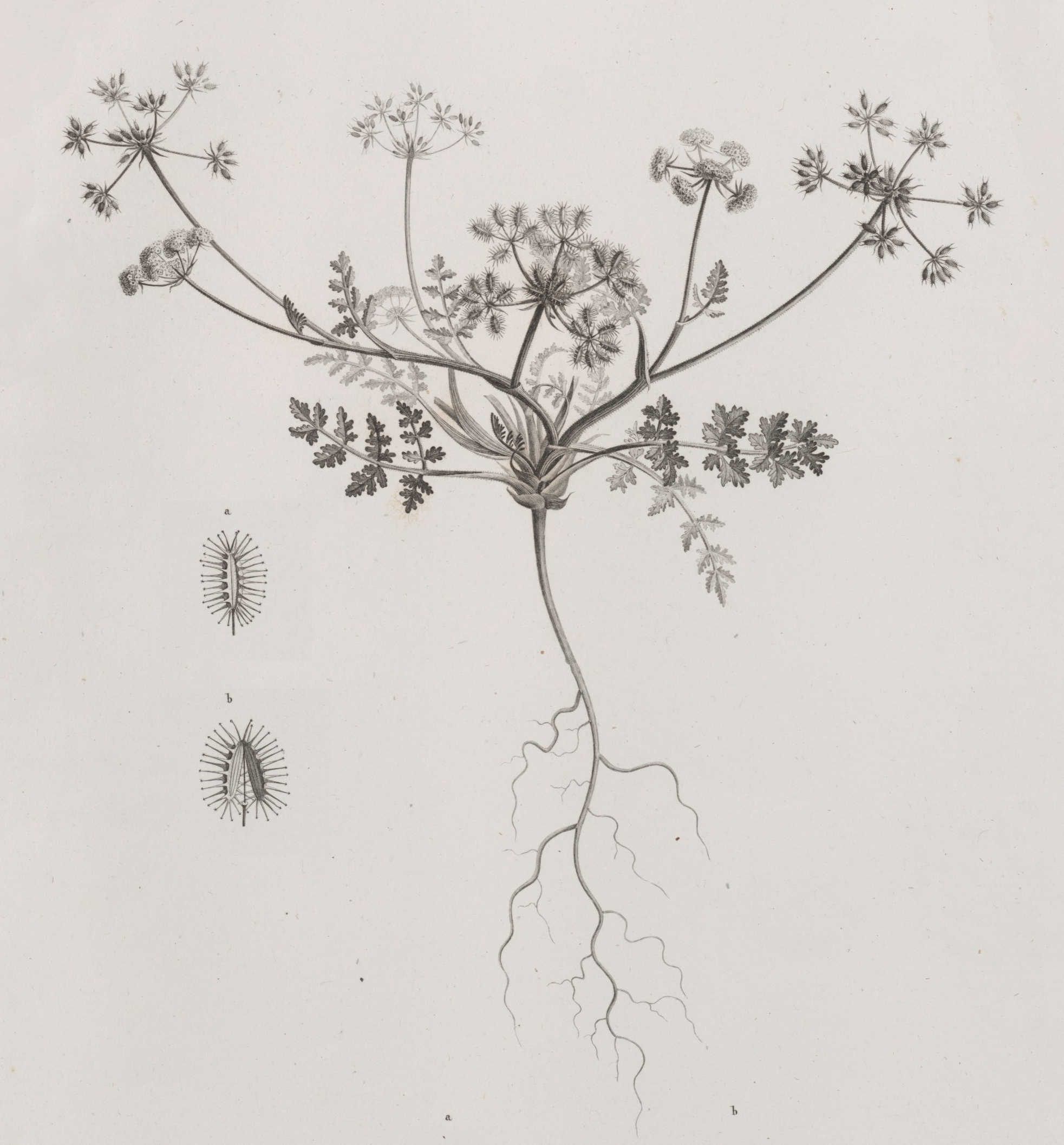
Illustration botanique représentant une variété naine, tirée de.

### Appareil végétatif
Daucus littoralis est une plante annuelle ou bisannuelle prostrée, avec des tiges pouvant atteindre 20 cm. La racine est blanchâtre, pivotante. Les feuilles radicales sont doublement pinnatifides, à découpures trilobées, courtes, presque linéaires. La tige est très basse et partagée en rameaux ouverts et étalés, longs de 11 cm, chez la variété maritime de la plante. Chez la seconde variété, qui croît dans les sables du désert, cette tige s'élève à 5 cm, un peu grêle, striée, médiocrement rude et hispide, parfois quasiment glabre, remplie de moelle à l'intérieur. Elle produit par quatre à cinq nœuds un pareil nombre de rameaux droits, divisés à la manière de la tige, et dont les feuilles ailées, à pinnules doublement pinnatifides, ont leurs découpures presque linéaires, trifides, médiocrement aiguës. Les pétioles et les ramifications sont en gouttière en dessus. Avec une loupe on distingue des poils courts sur toutes les parties de la plante.

### Appareil reproducteur
Les ombelles consistent ordinairement de cinq à onze rayons, dont les extérieurs sont les plus longs ; leur involucre est de quatre à six feuilles linéaires, dont quelques-unes sont simples, et les autres trifides à leur sommet. Ces ombelles sont assez communément larges de 3 à 5 cm. Les ombellules sont bien fournies de fleurs portées sur de courts pédicelles ; leurs involucelles sont de six à neuf folioles linéaires, aiguës, égales à ces pédicelles qui s'allongent un peu avec le fruit. Les fleurs sont blanches ou jaunâtres, larges de 2 mm, les pétales repliés en cœur en dessus. Leurs ovaires sont blanchâtres et hispides. Les bractées sont simples et très courtes ou divisées et longues.
Les fruits sont ovoïdes tronqués, longs de 5 à 6 mm, à six côtes. Les graines sont appliquées l'une contre l'autre par leur face interne, et sont creusées de trois sillons sur leur face convexe ; le fond de ces sillons est hérissé de poils courts, transversaux, qui prennent naissance sur une nervure dans le fond du sillon. Il y a sur chaque crête de la graine huit à neuf aiguillons, dilatés à leur base, rabattus en double hameçon par leurs côtés à leur sommet, et aigus.

### Confusions possibles

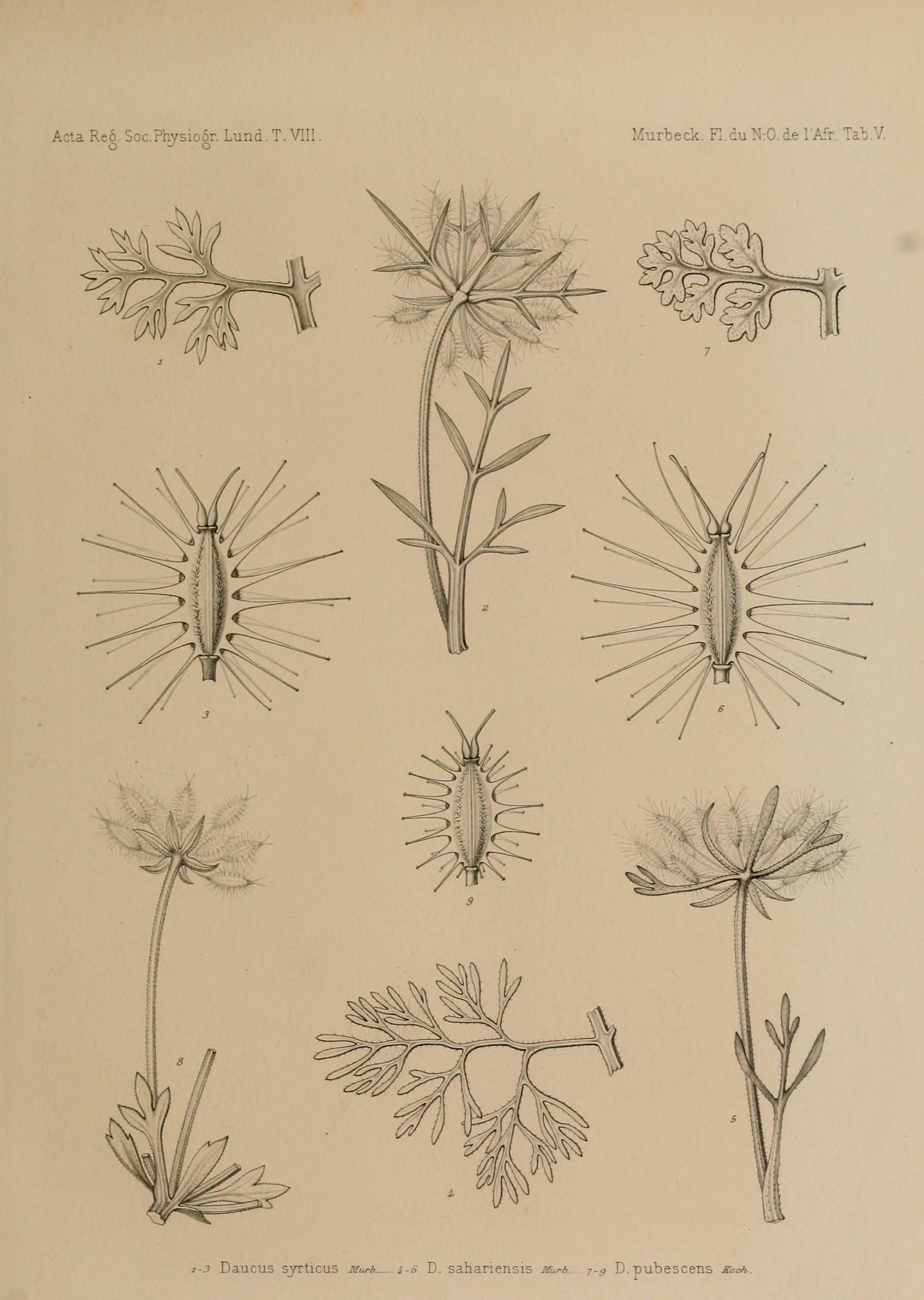
Illustration botanique, avec à gauche Daucus syrticus, au centre Daucus sahariensis et à droite Daucus littoralis, nommée ici Daucus pubescens.

Daucus littoralis peut être confondue avec Daucus syrticus et Daucus sahariensis.

### Sous-espèce
Daucus littoralis subsp. hyrcanicus est une sous-espèce décrite par le botaniste autrichien Karl Heinz Rechinger en 1941. Elle est endémique du nord de l'Iran, dans les provinces de Mazandaran et de Guilan. C'est une herbe annuelle ou pérenne d'une taille 3 à 10 cm, poussant sur les dunes des côtes de la mer Caspienne où les fruits ont été utilisés comme condiment par la population rurale.

## Habitat et répartition
L'espèce pousse dans les sables côtiers, jusqu'à 83 m d'altitude. Elle est originaire de l'est de la région méditerranéenne et du Moyen-Orient, à l'ouest jusqu'en Grèce et en Libye, à l'est jusqu'en Iran. Elle a été introduite en Corée. 
En Syrie, l'espèce n'est présente que dans les zones montagneuses côtières, à l'exception des plantes de Jilleen, dans le sud du pays, qui peuvent atteindre 50 cm à l'état naturel et jusqu'à 110 cm en serre. En Égypte, elle pousse dans les dunes de sable et les rivages maritimes sablonneux du nord du delta du Nil, dans les bandes côtières de la Méditerranée, et dans la zone côtière et les plaines sablonneuses de la péninsule du Sinaï.

## Menaces et conservation
La principale menace qui pèse sur cette espèce est le développement du tourisme et des activités récréatives. Elle est cependant considérée en « préoccupation mineure » par l'Union internationale pour la conservation de la nature. 
Le genre Daucus figure à l'annexe I du Traité international sur les ressources phytogénétiques pour l'alimentation et l'agriculture (TIRPAA) qui vise à garantir une agriculture durable et la sécurité alimentaire par la conservation et l'utilisation durable des ressources phytogénétiques pour l'alimentation et l'agriculture, ainsi qu'à assurer le partage juste et équitable des avantages découlant de leur utilisation.
Il existe pour cette espèce sept accessions de germoplasme stockées dans le monde. Selon l'UICN, la collecte de germoplasme auprès des sous-populations européennes et le double stockage ex situ sont une priorité pour cette espèce. Un programme de surveillance des populations devrait également être mis en œuvre.

## Composants et usages
C'est un parent sauvage primaire et un donneur de gènes potentiel pour la carotte. Elle est utilisée pour produire des huiles essentielles. On lui attribue également des propriétés antituberculeuses.
L'huile essentielle des fruits de Daucus littoralis est composée d'hydrocarbures monoterpènes (le limonène et le sylvestrène en sont les principaux) et de phénylpropanoïdes (l'élémicine en est le principal). La présence de sylvestrène n'a jamais été signalée dans l'huile essentielle d'une quelconque autre espèce de Daucus. L'huile essentielle des feuilles contient également des hydrocarbures monoterpènes (le limonène et l'γ-terpinène sont les principaux) et un peu de sylvestrène. L'huile essentielle des tiges est constituée d'hydrocarbures monoterpènes (l'γ-terpinène est la principale), d'alcools terpéniques (principalement le 4-terpinéol) et de phénylpropanoïdes (la myristicine et l'élémicine sont les principales). L'huile essentielle des fruits est exempte de terpènes oxygénés tandis que celle des tiges est exempte de limonène et de sylvestrène, qui sont présents chez les fruits et les feuilles en quantités assez importantes. L'huile essentielle des fruits, des feuilles et des tiges présente une large activité antimicrobienne contre les bactéries gram positif et gram négatif. L'huile volatile de la tige, en particulier, présente des activités contre la levure Candida albicans.
La daucoglabrine (de Daucus glaber) est un phénylpropanoïde isolé des parties aériennes de la plante.

### Publications originales
- Caucalis glabra (la) Pehr Forsskål, Flora Aegyptiaco-Arabica :sive descriptiones plantarum, 1775 (lire en ligne), p. 206
- Daucus littoralis (la) James Edward Smith, Florae Graecae prodromus; sive Plantarum omnium enumeratio, vol. 1, 1806 (lire en ligne), p. 185
- Daucus pubescens (la) Wilhelm Daniel Joseph Koch, Nova acta physico-medica Academiae Caesareae Leopoldino-Carolinae Naturae Curiosum, t. 12, 1824 (lire en ligne), p. 77
- Orlaya anisopoda (la) Edmond Boissier, Diagn. Pl. Orient. ser. 1, vol. 10, 1849, p. 46
- Daucus gaillardotii (la) Edmond Boissier, Flora Orientalis : sive, Enumeratio plantarum in Oriente a Graecia et Aegypto ad Indiae fines hucusque observatarum, vol. 2 (lire en ligne), p. 1074
- Daucus glaber Albert Thellung, Mémoires de la Société des Sciences Naturelles et Mathématiques de Cherbourg, t. 38, 1912 (lire en ligne), p. 407